# Parc national de Patvinsuo
Le parc national de Patvinsuo (en finnois : Patvinsuon kansallispuisto) est un parc national  situé dans l'est de la finlandais à la frontière entre Lieksa et Ilomantsi.
Le parc de Patvinsuo a une superficie de 105 km2. Il a 80 km de sentiers balisés.

## Le lac Suomunjärvi

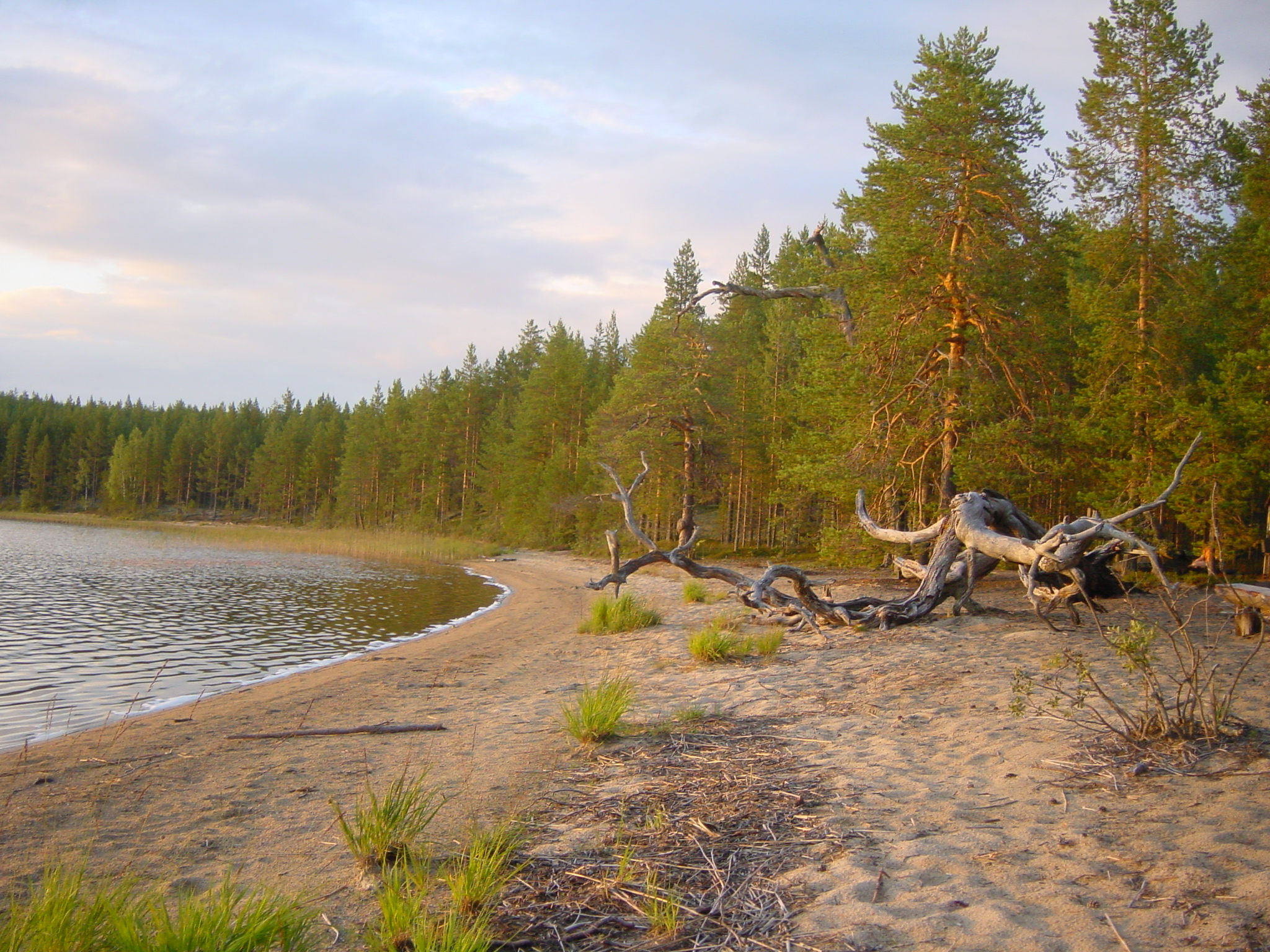
Le lac Suomunjärvi

Au Nord-Est du parc se trouve le lac Suomunjärvi qui a une superficie de plus de 600 hectares, une longueur de 5 km et une largeur maximale de 4 km.
Son eau est claire et ses 24 km de plages sont de sable fin. 
La profondeur maximale du lac est de 27 mètres. 
Les sentiers de randonnées font le tour du lac.

## Les marais
Plus de la moitié du parc est marécageuse.
Les plus grands marais sont Patvinsuo, Hulkkonen et Lahnasuo.

## La faune

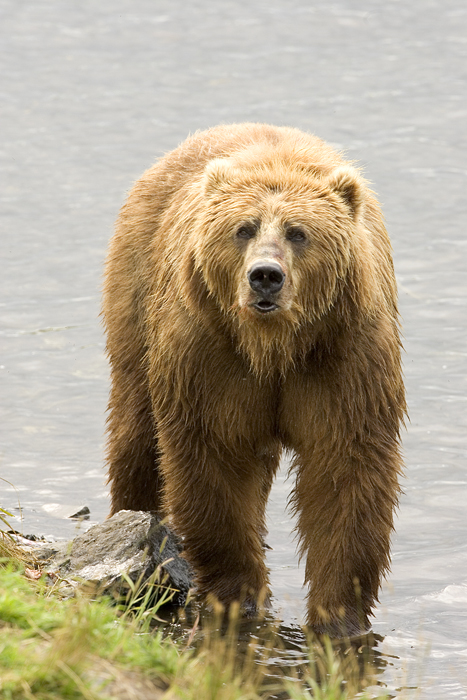
Un ours brun.

De nombreuses espèces animales prospèrent dans les marécages.
Parmi les grands carnivores qui y sont nombreux citons l'ours, le loup, le Lynx boréal et le Glouton boréal.
La population d'une trentaine de castors descend des castors du Canada installés en 1945 dans le ruisseau Nälämäpuro.
On rencontre aussi la loutre d'Europe.
Parmi les espèces aviaires on trouve entre autres : plongeon arctique, plongeon catmarin, Cygne chanteur, oie des moissons, grue cendrée, faucon émerillon, busard Saint-Martin, pluvier doré, combattant varié, gobemouche nain, pouillot verdâtre et rossignol à flancs roux. 
Les oiseaux de proie et le tétras sont très courants.
Plusieurs couples de balbuzards pêcheurs nidifient dans le parc.
Le 17 octobre 2006, on a vu un oiseau extrêmement rare dans ces contrées : une tourterelle orientale.